# HD 117618 b
HD 117618 b는 2004년 9월 발견된, 항성 HD 117618 주위를 도는 외계 행성이다. 질량은 목성의 약 5분의 1 정도로, 당시까지 발견되었던 외계 행성들에 비하면 확연히 덩치가 작았다. 모항성으로부터 가까운 거리를 돌고 있으며, 궤도 모양은 다소 찌그러짐이 있다. 따라서 타원 궤도 가스 행성으로 분류할 수 있다.

## 같이 보기
- HD 117207 b

## 참고 문헌
- (영어) Tinney;  외. (2005). “Three Low-Mass Planets from the Anglo-Australian Planet Search”. 《The Astrophysical Journal》 623 (2): 1171–1179. doi:10.1086/428661.
- (영어) Butler;  외. (2006). “Catalog of Nearby Exoplanets”. 《The Astrophysical Journal》 646 (1): 505–522. doi:10.1086/504701. 2019년 12월 7일에 원본 문서에서 보존된 문서. 2009년 6월 21일에 확인함.